# نیم‌تنه رنگارنگ
نیم‌تنهٔ رنگارنگ (انگلیسی: The Rainbow Jacket) یک فیلم درام بریتانیایی است که در سال ۱۹۵۴ منتشر شد.

## خلاصه داستان
یک قهرمان سوارکاری که شهرت و شغل خود را به‌دلیل قبول رشوه، از دست داده بود، یک سوارکار جوان را زیر پروبال خود می‌گیرد.